# Slingsby T.51 Dart
Dimensions
Le Slingsby T.51 Dart est un planeur de compétition monoplace conçu au début des années 1960, d'abord en classe standard 15m, il a évolué en planeur de classe libre 17 m. C'était le dernier planeur Slingsby en bois et toile.

## Développement
Le Slingsby Dart est le dernier d’une longue lignée de planeurs construits par Slingsby Sailplanes Ltd, en bois et toile. À partir du Slingsby Skylark 2 de 1953, la société utilise du contreplaqué d'okoumé plus épais mais moins dense que le bouleau traditionnel pour le recouvrement des ailes et du fuselage car il donnait une surface plus lisse et un meilleur respect du profil indispensable pour les profils modernes. Le Capstan a volé dix ans plus tard avec des parties non développable du fuselage en résine plastique renforcée de verre. Ces deux méthodes de construction ont été utilisées pour le Dart.
Le Dart était à l'origine un planeur de 15 m, prévu pour les championnats britanniques de vol à voile de 1964 et pour les championnats du monde de 1965. Il avait des ailes hautes, avec 2° de dièdre et environ 0,75° de flèche. Elles sont construites autour de longerons en épicéa avec une boîte de torsion recouverte de contreplaqué entre bord d'attaque et longeron. La partie en arrière du longeron étant entoilée. Les aérofreins à mi-corde étaient disposés par paires au-dessus et au-dessous des ailes.
Le fuselage a semblé remarquablement long et élancé à l’époque et les empennages étaient petits. C'est une structure en épicéa semi-monocoque, recouverte de contreplaqué sauf le revêtement du le poste de pilotage en résine/fibre de verre. La verrière en une seule pièce est articulée du côté droit. Les empennages d'origine sont en structure d'épicéa avec des bords d'attaque en résine/fibre de verre, son empennage monobloc est monté en position classique. Les planeurs ultérieurs ont utilisé un empennage à structure métallique. La gouverne de direction et la partie arrière de l’empennage sont entoilées. La profondeur porte un compensateur. Sur les premiers planeurs le train d'atterrissage était constitué d'une seule roue fixe placée sous le bord d'attaque de l'aile, ainsi que d'un patin court sous le nez et d'une béquille à l'arrière.
Le Dart a volé pour la première fois le 26 novembre 1963. Quatre ont été inscrits au concours national de vol à voile en mai 1964, mais ont eu du mal dans les petites conditions des premiers jours. Il devint de plus en plus évident que la vitesse du Dart ne pouvait pas compenser, dans les conditions typiques de l’Angleterre, le taux de chute élevé résultant de la forte charge en ailes de 27,3 kg / m2. Les championnats du monde de 1965 étant également prévus au Royaume-Uni, Slingsby a décidé d’augmenter la surface de l’aile en allongeant l'envergure à 17 m, faisant ainsi du Dart un concurrent de la classe Libre. Initialement, cette version comportait également un longeron d’aile en bois, mais une déformation constatée lors de la sortie des aérofreins a conduit à redessiner un longeron en métal et bois. La nouvelle aile comportait une corde à l'emplanture augmentée coté bord de fuite et des ailerons allongés de 0,305 m. Cette version du Dart devenant le Dart 17. Le premier Dart 17 utilisait une roue fixe plus encastrée dans le fuselage et profilée par un carénage, mais presque tous les suivants ont été équipés d'un train d'atterrissage rétractable. Les derniers Dart 15 ont un longeron similaire en métal et bois et le prolongement du bord de fuite à l'emplanture ce qui permettait une économie de poids de 21 kg et une amélioration correspondante du taux de chute. La plupart des Dart 15 ont conservé la roue fixe pour rester en classe standard. Les Dart à train rentrant sont identifiés par un R dans leur désignation, par ex. 17R.

## Historique opérationnel
Les Dart ont eu des résultats modestes aux Championnats du monde de 1965. Un Dart 15 a terminé 5ème de la catégorie Standard et le Dart 17 7ème de la catégorie Libre. 82 Dart des deux envergures ont été construites. Dans l’ensemble il y a eu plus de 17 m. Un planeur avait des extrémités d'ailes amovibles, de sorte qu'il pouvait voler dans l'une ou l'autre classe. Deux Dart 15 spéciaux, désignés Dart 15W, ont été produits pour la classe standard aux championnats du monde de 1968 avec des ailes utilisant un nouveau profil et une nouvelle verrière. Après la compétition, dans laquelle ils ne s'étaient pas très bien placés, leurs ailes ont été allongées à 17 m et ils ont été renommés Dart 17W. Équipés plus tard du train rentrant, ils sont devenus 17WR. Plusieurs Dart ont été construits à partir de kits en Nouvelle-Zélande et y ont volé. D'autres ont été exportés en Birmanie, au Canada, en Rhodésie, en Suisse et aux États-Unis.

## Planeurs survivants
Le premier Dart, maintenant immatriculé G-DBSA, fait maintenant partie de la collection historique de vol à voile de Lasham. Les deux 17WR, immatriculés G-DCAZ et G-DCBA, ont des certificats de navigabilité restreints valables jusqu'en 2015. D'autres volent encore, principalement au Royaume-Uni, mais quelques-uns dans le reste de l'Europe et aux États-Unis.

## Planeurs exposés
En Birmanie, le UB0001 est exposé au musée des services de la défense à Naypyitaw

## Variantes
Dart
les 15 premiers planeurs de 15 m d'envergure, longeron en bois.
Dart 15
Seconde version en 15 m d'envergure.
Dart 15R
Dart 15 avec train d'atterrissage rétractable.
Dart 15W
nouvelle aile, conçue pour les Championnats du monde de 1968, 2 construits.
Dart 17
Aile de 17 m d'envergure, longeron métallique, a volé pour la première fois en novembre 1964.
Dart 17R
Dart 17 avec train d'atterrissage rétractable.
Dart 17W
les 15W convertis en 17 m d'envergure.
Dart 17WR
les 17W avec train d'atterrissage rétractable.
Chard Osprey
Conception expérimentale de haute performance composée d'un ensemble fuselage empennages de Dart 15 et d'une aile conçue par K. Chard.